# Third Eye Blind (album)
Third Eye Blind è il primo album in studio del gruppo musicale statunitense omonimo, pubblicato l'8 aprile 1997 dalla Elektra Records.

## Tracce
Testi e musiche di Stephan Jenkins e Kevin Cadogan, eccetto dove indicato.
1. Losing a Whole Year – 3:21
2. Narcolepsy – 3:49
3. Semi-Charmed Life – 4:29
4. Jumper – 4:33
5. Graduate – 3:10
6. How's It Going to Be – 4:14
7. Thanks a Lot – 4:58
8. Burning Man – 3:00
9. Good for You – 3:52
10. London – 3:07
11. I Want You – 4:29 (Stephan Jenkins)
12. The Background – 4:57
13. Motorcycle Drive By – 4:23 (Stephan Jenkins)
14. God of Wine – 5:18